# Ingeborg Gräßle
Le titre de cet article contient le caractère allemand ß. S'il n'est pas disponible ou n'est pas souhaité, le nom peut être représenté comme Ingeborg Grässle.
Ingeborg Gräßle, née le 2 mars 1961 à Heidenheim an der Brenz, est une femme politique allemande, membre de l’Union chrétienne-démocrate d'Allemagne (CDU).
Élue députée européenne en 2014, elle est inscrite dans le groupe du Parti populaire européen (PPE). Elle préside la commission du contrôle budgétaire.